# مودلنگچکا
مودلنگچکا (به لاتین: Modlniczka) یک روستا در لهستان است که در گمینا ویلکا ویش واقع شده‌است.
 مودلنگچکا  ۸۱۰ نفر جمعیت دارد.